# Meyrannes
Meyrannes – miejscowość i gmina we Francji, w regionie Oksytania, w departamencie Gard.
Według danych na rok 1990 gminę zamieszkiwało 860 osób, a gęstość zaludnienia wynosiła 132 osoby/km² (wśród 1545 gmin Langwedocji-Roussillon Meyrannes plasuje się na 384. miejscu pod względem liczby ludności, natomiast pod względem powierzchni na miejscu 932.).